# Acid chlorơ
Acid chlorơ là một hợp chất vô cơ có công thức hóa học HClO2. Hợp chất này là một acid yếu. Trong acid này, chlor có trạng thái oxy hóa là +3. Acid chlorơ  nguyên chất không bền, phân ly thành acid hypochlorơ (trạng thái oxy hóa +1) và acid chloric (trạng thái oxy hóa +5).
2HClO2 (l) → HClO (l) + HClO3 (l)
Các muối chlorit như natri chlorit là những base liên hợp bền, được tạo thành từ acid chlorơ. Các muối này đôi khi được dùng để điều chế chlor dioxide.

## Điều chế
HClO2 được điều chế bằng cách cho phản ứng bari chlorrit với dung dịch acid sulfuric loãng:
Ba(ClO2)2 + H2SO4 → BaSO4↓ + 2HClO2

## Tính bền
Chlor là halogen duy nhất trong bốn halogen có khả năng tạo ra acid tách riêng được theo công thức HXO2. Fluor không có khả năng liên kết để làm được như vậy; còn acid bromơ và acid iodơ thì chưa bao giờ tách riêng được; một số ít muối của acid bromơ là bromit, được biết đến.
Đây là một chất oxy hóa mạnh, tuy nhiên xu hướng vừa oxy hóa vừa khử đã vô hiệu hóa khả năng oxy hóa mạnh của nó.